# Österreichischer Verein für Kraftfahrzeugtechnik
Der Österreichische Verein für Kraftfahrzeugtechnik (ÖVK) in Wien ist ein gemeinnütziger Verein für Ingenieure und Techniker im Kraftfahrzeugwesen. Seinen Ursprung hat der ÖVK im Österreichischen Ingenieur- und Architekten-Verein (ÖIAV). Um die Belange der Kraftfahrzeugtechnik besser vertreten zu können, wurde im Herbst 1985 die Herauslösung aus dem ÖIAV und die Gründung des ÖVK beschlossen. Vorsitzender des Vereins ist Hans Peter Lenz.
Der ÖVK veranstaltet Vorträge, Seminare und Symposien und gibt Veröffentlichungen heraus und unterhält Beziehungen zu Technischen Universitäten, Fachhochschulen, Behörden, Verbänden und vergleichbaren Vereinen in anderen Ländern, insbesondere zur VDI-Gesellschaft Fahrzeug- und Verkehrstechnik. Ziele des ÖVK sind u. a. die Zusammenfassung der Angehörigen des Kraftfahrzeugstandes, Förderung der technischen Allgemeinbildung und Weiterbildung, sowie die sinnvolle Anwendung der Kraftfahrzeugtechnik.
Der über 700 Mitglieder (natürliche Personen) zählende Verein ist der größte Verein dieser Art in Österreich und ist seit Mai 1990 der offizielle österreichische Vertreter beim Weltdachverband der nationalen Automobilingenieur-Verbände FISITA. Seit Juni 1990 ist der ÖVK Mitglied im europäischen Dachverband der nationalen Automobilingenieur-Verbände EAEC. Günter Hohl, Vorstandsmitglied des ÖVK, ist Mitglied des Präsidiums in beiden Dachverbänden.